# Vuelta a España 2006
61. Vuelta a España odbyła się w dniach 26 sierpnia – 17 września 2006. Podczas 21 etapów kolarze przejechali 3212,7 km. Wyścig rozpoczął się w Maladze, zakończył się zaś w Madrycie. Ostatecznym zwycięzcą został Aleksandr Winokurow.

## Lista etapów
| Etap | Data        | Miasta                               | Długość        | Zwycięzca etapu        | Lider po etapie     |
| ---- | ----------- | ------------------------------------ | -------------- | ---------------------- | ------------------- |
| 1.   | 26 sierpnia | Malaga – Malaga                      | 7,3 km (JDnC)  | Team CSC               | Carlos Sastre       |
| 2.   | 27 sierpnia | Malaga – Kordoba                     | 176 km         | Paolo Bettini          | Thor Hushovd        |
| 3.   | 28 sierpnia | Kordoba – Almendralejo               | 219 km         | Francisco José Ventoso | Thor Hushovd        |
| 4.   | 29 sierpnia | Almendralejo – Cáceres               | 135 km         | Erik Zabel             | Thor Hushovd        |
| 5.   | 30 sierpnia | Plasencia – La Covatilla             | 178 km         | Danilo Di Luca         | Danilo Di Luca      |
| 6.   | 31 sierpnia | Zamora – León                        | 177 km         | Thor Hushovd           | Danilo Di Luca      |
| 7.   | 1 września  | León – El Morredero                  | 154,2 km       | Alejandro Valverde     | Janez Brajkovič     |
| 8.   | 2 września  | Ponferrada – Lugo                    | 181,6 km       | Aleksandr Winokurow    | Janez Brajkovič     |
| 9.   | 3 września  | A Fonsagrada – Alto de La Cobertoria | 207,4 km       | Aleksandr Winokurow    | Alejandro Valverde  |
| 10.  | 5 września  | Avilés – Santillana del Mar          | 199,3 km       | Sérgio Paulinho        | Alejandro Valverde  |
| 11.  | 6 września  | Torrelavega – Burgos                 | 173,6 km       | Egoi Martínez          | Alejandro Valverde  |
| 12.  | 7 września  | Aranda de Duero – Guadalajara        | 169,3 km       | Luca Paolini           | Alejandro Valverde  |
| 13.  | 8 września  | Guadalajara – Cuenca                 | 180 km         | Samuel Sánchez         | Alejandro Valverde  |
| 14.  | 9 września  | Cuenca - Cuenca                      | 33,2 km (JInC) | David Millar           | Alejandro Valverde  |
| 15.  | 10 września | Motilla del Palancar – Almussafes    | 182 km         | Robert Forster         | Alejandro Valverde  |
| 16.  | 12 września | Almería – Sternwarte Calar Alto      | 145 km         | Igor Antón             | Alejandro Valverde  |
| 17.  | 13 września | Adra – Grenada                       | 166,7 km       | Tom Danielson          | Aleksandr Winokurow |
| 18.  | 14 września | Grenada – Sierra de la Pandera       | 153,1 km       | Andriej Kaszeczkin     | Aleksandr Winokurow |
| 19.  | 15 września | Jaén – Ciudad Real                   | 205,3 km       | José Luis Arrieta      | Aleksandr Winokurow |
| 20.  | 16 września | Rivas-Futura – Rivas-Vaciamadrid     | 27,5 km (JInC) | Aleksandr Winokurow    | Aleksandr Winokurow |
| 21.  | 17 września | Madryt – Madryt                      | 142,2 km       | Erik Zabel             | Aleksandr Winokurow |

## Końcowa klasyfikacja generalna
| Miejsce | Zawodnik                   | Kraj              | Drużyna                            | Czas      |
| ------- | -------------------------- | ----------------- | ---------------------------------- | --------- |
| 1.      | Aleksandr Winokurow        | Kazachstan        | Team Astana                        | 81h23'07” |
| 2.      | Alejandro Valverde         | Hiszpania         | Caisse d'Epargne-Illes Balears     | + 1'12"   |
| 3.      | Andriej Kaszeczkin         | Kazachstan        | Team Astana                        | + 3'12"   |
| 4.      | Carlos Sastre              | Hiszpania         | Team CSC                           | + 3'35"   |
| 5.      | José Ángel Gómez Marchante | Hiszpania         | Saunier Duval-Prodir               | + 6'51"   |
| 6.      | Tom Danielson              | Stany Zjednoczone | Discovery Channel Pro Cycling Team | + 8'09"   |
| 7.      | Samuel Sánchez             | Hiszpania         | Euskaltel-Euskadi                  | + 8'26"   |
| 8.      | Manuel Beltrán             | Hiszpania         | Discovery Channel Pro Cycling Team | + 10'36"  |
| 9.      | Władimir Karpiec           | Rosja             | Caisse d'Epargne-Illes Balears     | + 10'47"  |
| 10.     | Luis Pérez                 | Hiszpania         | Cofidis                            | + 11'32"  |
| ...     | ...                        | ...               | ...                                | ...       |
| 14.     | Sylwester Szmyd            | Polska            | Lampre-Fondital                    | + 18'40"  |

## Wyniki etapów

### Etap 1.
|   | Zawodnik          | Kraj      | Drużyna | Czas  |
| - | ----------------- | --------- | ------- | ----- |
| 1 | Carlos Sastre     | Hiszpania | CSC     | 7'36" |
| 2 | Lars Ytting Bak   | Dania     | CSC     | + 0"  |
| 3 | Nicki Sørensen    | Dania     | CSC     | + 0"  |
| 4 | Marcus Ljungqvist | Szwecja   | CSC     | + 0"  |
| 5 | Stuart O’Grady    | Australia | CSC     | + 0"  |

### Etap 2.
|   | Zawodnik      | Kraj      | Drużyna | Czas      |
| - | ------------- | --------- | ------- | --------- |
| 1 | Paolo Bettini | Włochy    | QSI     | 4h 19'31” |
| 2 | Thor Hushovd  | Norwegia  | C.A     | + 0"      |
| 3 | Luca Paolini  | Włochy    | LIQ     | + 0"      |
| 4 | Robbie McEwen | Australia | DVL     | + 0"      |
| 5 | Uroš Murn     | Słowenia  | PHO     | + 0"      |

### Etap 3.
|   | Zawodnik               | Kraj      | Drużyna | Czas      |
| - | ---------------------- | --------- | ------- | --------- |
| 1 | Francisco José Ventoso | Hiszpania | SDV     | 5h 43'45" |
| 2 | Thor Hushovd           | Norwegia  | C.A     | + 0"      |
| 3 | Stuart O’Grady         | Australia | CSC     | + 0"      |
| 4 | Erik Zabel             | Niemcy    | MRM     | + 0"      |
| 5 | Robbie McEwen          | Australia | DVL     | + 0"      |

### Etap. 4
|   | Cyclist                | Country   | Team | Time      |
| - | ---------------------- | --------- | ---- | --------- |
| 1 | Erik Zabel             | Niemcy    | MRM  | 3h 24'46" |
| 2 | Thor Hushovd           | Norwegia  | C.A  | + 0"      |
| 3 | Jean-Patrick Nazon     | Francja   | A2R  | + 0"      |
| 4 | Stuart O’Grady         | Australia | CSC  | + 0"      |
| 5 | Francisco José Ventoso | Hiszpania | SDV  | + 0"      |

### Etap 5.
|   | Zawodnik                   | Kraj       | Drużyna | Czas      |
| - | -------------------------- | ---------- | ------- | --------- |
| 1 | Danilo Di Luca             | Włochy     | LIQ     | 5h 01'25" |
| 2 | Janez Brajkovič            | Słowacja   | DSC     | + 0"      |
| 3 | Andriej Kaszeczkin         | Kazachstan | AWT     | + 7"      |
| 4 | José Ángel Gómez Marchante | Hiszpania  | SDV     | + 15"     |
| 5 | Carlos Sastre              | Hiszpania  | CSC     | + 22"     |

### Etap 6.
|   | Zawodnik            | Kraj     | Drużyna | Czas       |
| - | ------------------- | -------- | ------- | ---------- |
| 1 | Thor Hushovd        | Norwegia | C.A     | 4h 09' 10" |
| 2 | André Greipel       | Niemcy   | TMO     | + 0"       |
| 3 | Erik Zabel          | Niemcy   | MRM     | + 0"       |
| 4 | Alessandro Petacchi | Włochy   | MRM     | + 0"       |
| 5 | Danilo Napolitano   | Włochy   | LAM     | + 0"       |

### Etap 7.
|   | Cyclist                    | Country   | Team | Time      |
| - | -------------------------- | --------- | ---- | --------- |
| 1 | Alejandro Valverde         | Hiszpania | CEI  | 4h 01'05" |
| 2 | Carlos Sastre              | Hiszpania | CSC  | + 4"      |
| 3 | José Ángel Gómez Marchante | Hiszpania | SDV  | + 6"      |
| 4 | Janez Brajkovič            | Słowacja  | DSC  | + 7"      |
| 5 | Manuel Beltrán             | Hiszpania | DSC  | + 7"      |

### Etap 8.
|   | Zawodnik            | Kraj       | Drużyna | Czas       |
| - | ------------------- | ---------- | ------- | ---------- |
| 1 | Aleksandr Winokurow | Kazachstan | AWT     | 4h 02' 11" |
| 2 | Ruggero Marzoli     | Włochy     | LAM     | + 1"       |
| 3 | Uroš Murn           | Słowacja   | PHO     | + 1"       |
| 4 | Thor Hushovd        | Norwegia   | C.A     | + 1"       |
| 5 | Paolo Bettini       | Włochy     | QSI     | + 1"       |

### Etap 9.
|   | Zawodnik                   | Kraj       | Drużyna | Czas      |
| - | -------------------------- | ---------- | ------- | --------- |
| 1 | Aleksandr Winokurow        | Kazachstan | AWT     | 5h 50'43" |
| 2 | Alejandro Valverde         | Hiszpania  | CEI     | + 16"     |
| 3 | Andriej Kaszeczkin         | Kazachstan | AWT     | + 21"     |
| 4 | Carlos Sastre              | Hiszpania  | CSC     | + 43"     |
| 5 | José Ángel Gómez Marchante | Hiszpania  | SDV     | + 43"     |

### Etap 10.
|   | Zawodnik               | Kraj       | Drużyna | Czas      |
| - | ---------------------- | ---------- | ------- | --------- |
| 1 | Sérgio Paulinho        | Portugalia | AWT     | 4h 33'44" |
| 2 | Davide Rebellin        | Włochy     | GST     | + 2"      |
| 3 | Xavier Florencio       | Hiszpania  | BTL     | +2"       |
| 4 | Władimir Karpiec       | Rosja      | CEI     | + 6"      |
| 5 | Francisco José Ventoso | Hiszpania  | SDV     | + 7"      |

### Etap 11.
|   | Zawodnik         | Kraj      | Drużyna | Czas      |
| - | ---------------- | --------- | ------- | --------- |
| 1 | Egoi Martínez    | Hiszpania | DSC     | 4h 22'32" |
| 2 | Íñigo Landaluze  | Hiszpania | EUS     | + 55"     |
| 3 | Wołodymyr Hustow | Ukraina   | CSC     | + 55"     |
| 4 | Thor Hushovd     | Norwegia  | C.A     | + 3' 35"  |
| 5 | Aleksandr Usow   | Białoruś  | A2R     | + 3' 35"  |

### Etap 12.
|   | Zawodnik        | Kraj      | Drużyna | Czas      |
| - | --------------- | --------- | ------- | --------- |
| 1 | Luca Paolini    | Włochy    | LIQ     | 3h 35'07" |
| 2 | Bart Dockx      | Belgia    | DVL     | + 5"      |
| 3 | Paolo Bettini   | Włochy    | QSI     | + 5"      |
| 4 | Władimir Gusiew | Rosja     | DSC     | + 8"      |
| 5 | David Arroyo    | Hiszpania | CEI     | + 8"      |

### Etap 13.
|   | Zawodnik           | Kraj      | Drużyna | Czas       |
| - | ------------------ | --------- | ------- | ---------- |
| 1 | Samuel Sánchez     | Hiszpania | EUS     | 4h 03' 43" |
| 2 | Thor Hushovd       | Norwegia  | C.A     | + 0"       |
| 3 | Alejandro Valverde | Hiszpania | CEI     | + 0"       |
| 4 | Luca Paolini       | Włochy    | LIQ     | + 0"       |
| 5 | Paolo Bettini      | Włochy    | QSI     | + 0"       |

### Etap 14.
|   | Zawodnik            | Kraj            | Drużyna | Czas     |
| - | ------------------- | --------------- | ------- | -------- |
| 1 | David Millar        | Wielka Brytania | SDV     | 40' 54"  |
| 2 | Fabian Cancellara   | Szwajcaria      | CSC     | + 0,546" |
| 3 | Aleksandr Winokurow | Kazachstan      | AWT"    | + 5"     |
| 4 | Alejandro Valverde  | Hiszpania       | CEI     | + 13"    |
| 5 | Andriej Kaszeczkin  | Kazachstan      | AWT     | + 26"    |

### Etap 15.
|   | Zawodnik          | Kraj      | Drużyna | Czas       |
| - | ----------------- | --------- | ------- | ---------- |
| 1 | Robert Forster    | Niemcy    | GST     | 4h 24' 55" |
| 2 | Stuart O’Grady    | Australia | CSC     | + 0"       |
| 3 | Danilo Napolitano | Włochy    | LAM     | + 0"       |
| 4 | Thor Hushovd      | Norwegia  | C.A     | + 0"       |
| 5 | Paolo Bettini     | Włochy    | QSI     | + 0"       |

### Etap 16.
|   | Zawodnik            | Kraj       | Drużyna | Czas       |
| - | ------------------- | ---------- | ------- | ---------- |
| 1 | Igor Antón          | Hiszpania  | EUS     | 4h 29' 42" |
| 2 | Alejandro Valverde  | Hiszpania  | CEI     | + 23"      |
| 3 | Aleksandr Winokurow | Kazachstan | AWT"    | + 23"      |
| 4 | Samuel Sánchez      | Hiszpania  | EUS     | + 23"      |
| 5 | Carlos Sastre       | Hiszpania  | CSC     | + 28"      |

### Etap 17.
|   | Zawodnik            | Kraj              | Drużyna | Czas       |
| - | ------------------- | ----------------- | ------- | ---------- |
| 1 | Tom Danielson       | Stany Zjednoczone | DSC     | 4h 09' 55" |
| 2 | Aleksandr Winokurow | Kazachstan        | AWT     | + 0"       |
| 3 | Samuel Sánchez      | Hiszpania         | EUS     | + 1' 10"   |
| 4 | Andriej Kaszeczkin  | Kazachstan        | AWT     | + 1' 39"   |
| 5 | Carlos Sastre       | Hiszpania         | CSC     | + 1' 39"   |

### Etap 18.
|   | Zawodnik                   | Kraj       | Drużyna | Czas       |
| - | -------------------------- | ---------- | ------- | ---------- |
| 1 | Andriej Kaszeczkin         | Kazachstan | AWT     | 3h 57' 39" |
| 2 | Aleksandr Winokurow        | Kazachstan | AWT     | + 0"       |
| 3 | José Ángel Gómez Marchante | Hiszpania  | SDV     | + 30"      |
| 4 | Alejandro Valverde         | Hiszpania  | CEI     | + 32"      |
| 5 | Leonardo Piepoli           | Włochy     | SDV     | + 35"      |

### Etap 19.
|   | Zawodnik          | Kraj       | Drużyna | Czas       |
| - | ----------------- | ---------- | ------- | ---------- |
| 1 | José Luis Arrieta | Hiszpania  | A2R     | 5h 30' 14" |
| 2 | Dmitrij Fofonow   | Kazachstan | C.A     | + 0"       |
| 3 | David Loosli      | Szwajcaria | LAM     | + 2"       |
| 4 | Lars Ytting Bak   | Dania      | CSC     | + 9"       |
| 5 | Władimir Gusiew   | Rosja      | DSC     | + 30"      |

### Etap 20.
|   | Zawodnik            | Kraj       | Drużyna | Czas    |
| - | ------------------- | ---------- | ------- | ------- |
| 1 | Aleksandr Winokurow | Kazachstan | AWT     | 33' 39" |
| 2 | Samuel Sánchez      | Hiszpania  | EUS     | + 6"    |
| 3 | Alejandro Valverde  | Hiszpania  | CEI     | + 19"   |
| 4 | László Bodrogi      | Węgry      | C.A     | + 26"   |
| 5 | Władimir Karpiec    | Rosja      | CEI     | + 30"   |

### Etap 21.
|   | Zawodnik       | Kraj       | Drużyna | Czas       |
| - | -------------- | ---------- | ------- | ---------- |
| 1 | Erik Zabel     | Niemcy     | MRM     | 3h 40' 47" |
| 2 | Thor Hushovd   | Norwegia   | C.A     | + 0"       |
| 3 | Aurélien Clerc | Szwajcaria | PHO"    | + 0"       |
| 4 | Robert Förster | Niemcy     | GST     | + 0"       |
| 5 | Stuart O’Grady | Australia  | CSC     | + 0"       |